# Pyrrhogyra ophni
Pyrrhogyra ophni är en fjärilsart som beskrevs av Butler 1870. Pyrrhogyra ophni ingår i släktet Pyrrhogyra och familjen praktfjärilar. Inga underarter finns listade.